# سیارک ۲۵۳۷۷
سیارک ۲۵۳۷۷ (به انگلیسی: 25377 Rolaberee، نامگذاری:1999TZ196) بیست و پنج هزار و سیصد و هفتاد و هفتمین سیارک کشف شده‌است که در ۱۲ اکتبر ۱۹۹۹ کشف شد.
قدر مطلق سیارک برابر ۱۰.۷ است.